# Petra Rossner

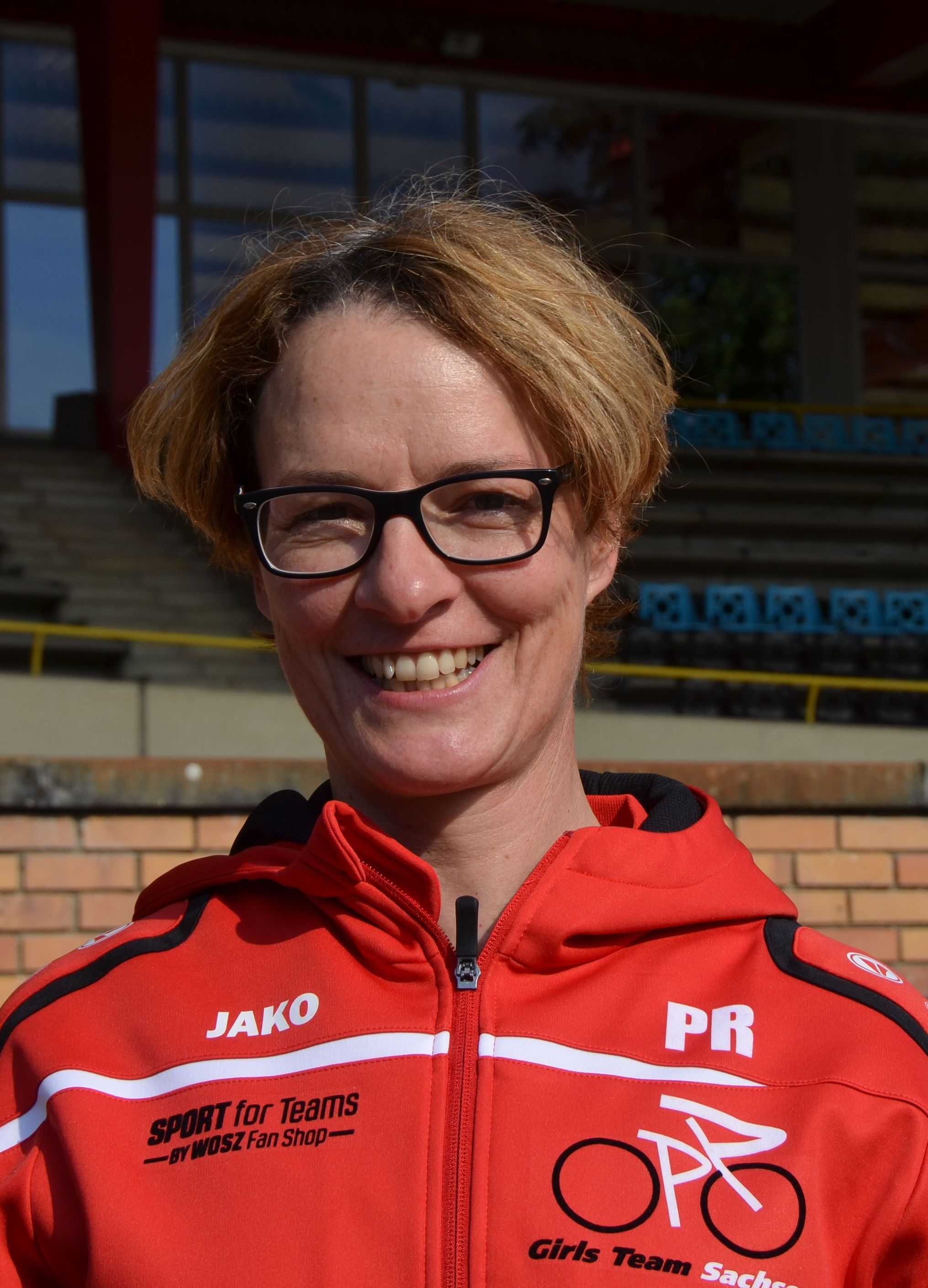
Petra Rossner (2014)

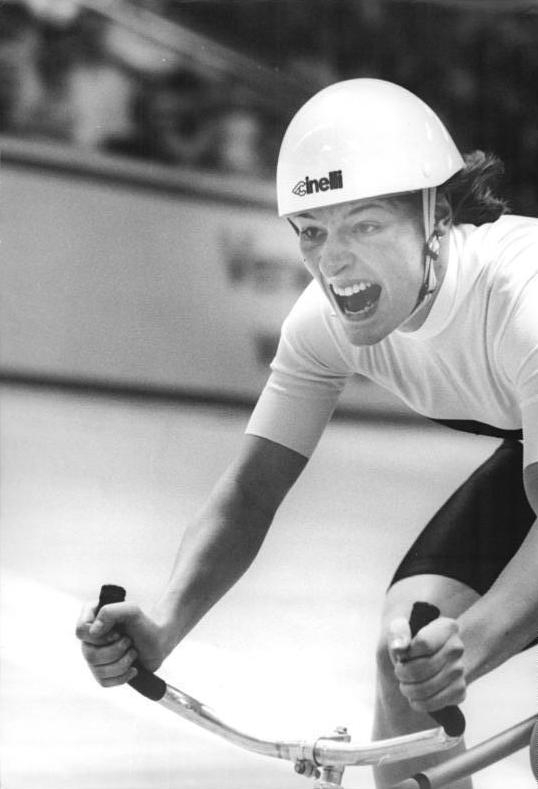
Petra Rossner bei den DDR-Hallenmeisterschaften 1987

Petra Rossner (* 14. November 1966 in Leipzig) ist eine ehemalige deutsche Radrennfahrerin. Nach ihrer Zeit als Aktive nach Ende der Saison 2004 wurde sie Trainerin des Team Columbia.

## Radsportkarriere
Rossner begann ihre Karriere als Leichtathletin mit einem Sieg bei der Kinder- und Jugendspartakiade in der DDR, wechselte aber kurze Zeit später zum Radsport. Erst als 19-Jährige stieg sie in den Wettkampfbetrieb ein. In der Saison 1986 holte sie zwei Titel bei den DDR-Meisterschaften im Bahnradsport. Auf der Straße gewann sie den Titel im Einzelrennen vor Manuela Geyer. Mit 20 Jahren nahm sie 1987 in Österreich an den UCI-Straßen-Weltmeisterschaften teil und belegte Rang 49. Außerdem gewann sie 1987 die zweite Etappenfahrt für Frauen, die heutige Internationale Thüringen-Rundfahrt der Frauen.
Bei ihren ersten Olympischen Spielen 1988 blieb sie noch erfolglos, nachdem sie wegen eines schweren Sturzes ausschied. Danach stellten sich die Erfolge im Bahnradsport ein: WM-Silber in der 3000-m-Einerverfolgung, 1991 Weltmeisterin und 1992 in Barcelona Olympiasiegerin.
Für diesen Sieg erhielt sie am 23. Juni 1993 das Silberne Lorbeerblatt.
Petra Rossner gewann eine Etappe bei der Tour de France für Frauen und beim Giro d’Italia. 1998 entschied sie zudem den Rad-Weltcup der Frauen für sich.
Im Jahr 2004 wurde sie Deutsche Meisterin im Straßenrennen Frauen/Elite. Dieses war der 25. Deutsche Meistertitel, den sie in ihrer Karriere erlangte und der wegen der bevorstehenden Auswahl der Olympiamannschaft von besonderer Bedeutung war. Trotz dieses Erfolges nominierte sie der Bund Deutscher Radfahrer (BDR) nicht für die Olympischen Spiele 2004 in Athen.

## Berufliches
Im September 2004 beendete Petra Rossner ihre sportliche Karriere und war als Sportliche Leiterin des Frauen-Profiteams Team Nürnberger tätig. Sie wurde am 26. Juni 2005 vom BDR als erste Frau mit dem Goldenen Nagel für außergewöhnliche sportliche Leistungen ausgezeichnet. Gemäß BDR-Präsident Rudolf Scharping hat „die beste deutsche Radfahrerin aller Zeiten ihr Rad an den Nagel gehängt“ und sich damit diese symbolische Auszeichnung verdient.
2010 gründete sie das „Petra Rossner Girls Team Sachsen“, eine Radsportmannschaft für Mädchen im Alter von 12 bis 16 Jahren. Sie war als Trainerin für den Olympiastützpunkt Sachsen in Leipzig tätig. 2022 wurde sie Landestrainerin für den Berliner Radsport-Verband.